# Besilam
Besilam is een bestuurslaag in het regentschap Langkat van de provincie Noord-Sumatra, Indonesië. Besilam telt 4480 inwoners (volkstelling 2010).